# 10,5-cm-leichte Feldhaubitze 98/09
Die leichte Feldhaubitze 98/09 (lFH 98/09) war ein 1909 bei den deutschen Armeen zur Einführung befohlenes Geschütz, das bis zur Ablösung durch den Nachfolger, die 10,5-cm-leichte Feldhaubitze 16, im Dienst stand.

## Geschichte
Im Jahr 1902 begannen unter Leitung der Artillerieprüfungskommission die Versuche, auch die 10,5-cm-leichte Feldhaubitze 98 zu einem Rohrrücklaufgeschütz umzugestalten. Letztlich konnte nur das Geschützrohr beibehalten werden, die Lafette musste neu konstruiert werden, ebenso der Rohrrücklaufmechanismus und der jetzt anzubringende Schutzschild. Das Gewicht des Geschützes stieg so um etwa 200 kg an.
Die Umbewaffnung der Haubitzregimenter begann 1910, wobei zunächst die alten lFH 98 unter Verwendung des bisherigen Rohres umgebaut wurden. Dieser Vorgang war 1912 abgeschlossen. Mittlerweile schien eine Vermehrung der Haubitzbewaffnung geboten, es sollte jede Division (statt bislang nur jeder zweiten) neben drei Feldkanonen-Abteilungen eine Haubitzabteilung bekommen, die Zahl der Feldhaubitzen war daher zu verdoppeln. Der Ersatz je einer Kanonenabteilung pro Division durch eine Haubitzabteilung setzte 1912 ein dauerte bis zum Frühjahr 1914.
Bei Kriegsausbruch 1914 verfügte das Deutsche Heer über 1402 Stück der lFH 98/09, davon 1068 beim Feldheer (einschl. mobiler Ersatztruppen), 192 Stück bei den immobilen Ersatztruppen sowie 142 Stück als Gerätenachschub und sonstige Gerätereserven.
Im Ersten Weltkrieg wurde das Geschütz weiter produziert und eingesetzt, bis es ab etwa Ende 1916 durch das Nachfolgemodell, die 10,5-cm-leichte Feldhaubitze 16, abgelöst wurde. Wie viele lFH 98/09 während des Krieges noch gebaut wurden, ist unklar: An der Herstellung waren neben Krupp auch Rheinmetall und die staatliche Geschützgießerei in Spandau, ferner ab 1915 die Firmen Henschel in Kassel, Hanomag in Hannover, Borsig in Berlin, Hartmann in Chemnitz, Thyssen in Hamborn und Bochumer Verein beteiligt.
Krupp baute 942 Stück von Dezember 1914 bis Mai 1917, von den übrigen Firmen liegen die jeweiligen Stückzahlen nicht vor. Insgesamt wurden von August bis Dezember 1914 von allen Firmen zusammen ca. 108 Rohre, 1915 ca. 1096 Rohre und 1916 ca. 1447 Rohre gefertigt, in letzterer Zahl ist allerdings eine unbekannte Zahl an Rohren für die leichte Feldhaubitze 16 enthalten. Unterstellt man, dass auch alle anderen Firmen spätestens ab Frühjahr 1917 die lFH 16 produzierten, so kommt man zuzüglich zu den bis Juli 1914 gebauten 1402 Geschützen auf eine weitere Anzahl von rd. 2000 bis 2500 Stück, die während des Ersten Weltkrieges gefertigt wurden. Bei Kriegsende im November 1918 waren noch 1144 Stück bei den deutschen Artillerieverbänden.
Die Feldhaubitzbatterie war im Frieden wie im Krieg genau so gegliedert wie die Feldkanonen-Batterie. Als ab 1915 alle Batterien zwei Geschütze für Neuaufstellungen abgeben mussten, galt dies in gleicher Weise für die Feldhaubitz-Batterien.

## Technische Beschreibung
Das Rohr hatte einen Rücklauf. Das Rohr mit Verschluss wog 490 kg. Im Gegensatz zur lFH 98 hatte das Geschütz einen Schutzschild. Die Feuerhöhe betrug 1050 mm. Die Breite des Geschützes (1530 mm) ist die damalige vorgeschriebene Standard-Geleisebreite für deutsche Heeresfahrzeuge. Die Radhöhe betrug 1230 mm. Von der Bedienung konnten 2 Mann auf der Lafette aufsitzen, 3 Mann auf der Protze, der Geschützführer (meist Unteroffizier) war beritten. In der Protze wurden 24 Schuss in Munitionskörben zu je 2 Schuss mitgeführt, der zweiteilige Munitionswagen hatte auch 24 Schuss in der Protze und 32 Schuss im Hinterwagen.

## Munition
Wie bei der lFH 98 gab es die dort aufgeführte Granat- und Schrapnellmunition. Daneben gab es ab etwa 1915 Gasgranaten:
- Grünkreuz: Die Granaten enthielten Phosgen, Diphosgen und Chlorpikrin
- Gelbkreuz: Die Granaten enthielten S-Lost und N-Lost, das auch als Senfgas bezeichnet wurde
- Blaukreuz: Die Granaten enthielten Diphenylarsinchlorid, einen Rachenreizstoff.

## Vergleichbare Geschütze anderer Staaten
- Der bei der russischen Armee 1909 bzw. 1910 eingeführte 122-mm-Haubitze M1909 bzw. M1910 war ein um etwa 100 kg schwereres Geschütz, das aber auch eine um 1,3 km höhere Schussweite hatte. Diese Waffe war allerdings nicht Teil der Divisions-, sondern der Korpsartillerie: Bei Ausbruch des Ersten Weltkrieges sollte jedes russische Korps mit zwei Batterien zu je sechs Geschützen ausgestattet sein.[12]
- Die französische Armee führte im Ersten Weltkrieg keine leichten Feldhaubitzen mit Rohrrücklauf. Man versuchte, diesen Mangel dadurch zu kompensieren, dass die als einheitliches Feldgeschütz eingeführte Canon de 75 mm modèle 1897 einen relativ großen Höhenrichtbereich erhielt.
- Die 1910 eingeführte britische QF 4,5-Zoll-Haubitze wog etwa 100 kg mehr als die lFH 98/09, hatte aber etwa die gleiche Schussleistung. Das Geschütz war -wie die lFH 98/09- mit einer Abteilung zu drei Batterien zu je sechs Geschützen bei der Divisionsartillerie eingeführt, die englische Infanterie-Division war insoweit bei Kriegsbeginn bezüglich ihrer Artillerie ähnlich ausgestattet wie die deutsche.
- Österreich-Ungarn führte 1914 in seinen Heeren noch die 10-cm-Feldhaubitze M.99 ohne Rohrrücklauf (zwei Batterien zu je sechs Geschützen pro Division[13]). Erst ab Frühjahr 1915 wurde dieses altehrwürdige Geschütz durch die jetzt zulaufende 10 cm M. 14 Feldhaubitze ersetzt.[14] Dieses sehr moderne Feldgeschütz entsprach in seinen Abmessungen und Leistungen in etwa der deutschen 10,5-cm-leichten Feldhaubitze 16.

Die LFH 98/09 hat nach dem Urteil der damaligen Fachwelt mit ihren Leistungen voll den Anforderungen entsprochen, bemängelt wurde lediglich, je länger der Krieg dauerte, die zu geringe Schussweite des Geschützes. Dieser Mangel konnte durch das Nachfolgemodell, die 10,5-cm-lFH 16, behoben werden.